# Franke Sloothaak
Franke Sloothaak (Heerenveen, 2 febbraio 1958) è un cavaliere tedesco.

## Palmarès

### Olimpiadi
- 3 medaglie:
  - 2 ori (Seul 1988 nel salto a squadre[1]; Atlanta 1996 nel salto a squadre[2])
  - 1 bronzo (Los Angeles 1984 nel salto a squadre[1])